# Collège (ministère)
Les collegia (pluriel d'un collegium, littéralement « s'est joint par la loi ») - en russe : коллегии - ont été des ministères durant la Russie Impériale, initiés en 1717 par Pierre le Grand et en activité jusqu'en 1802. Les ministères ont été logés dans les Douze Collèges en construction à Saint-Pétersbourg.

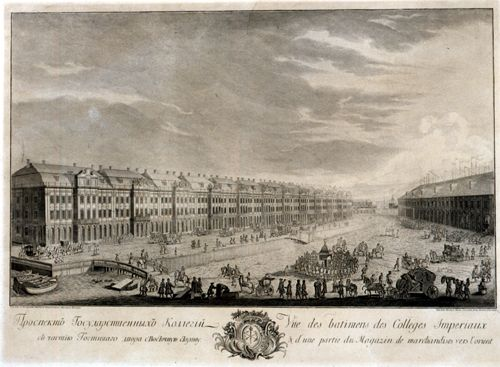
Bâtiment des Douze Collèges, 1753, gravure

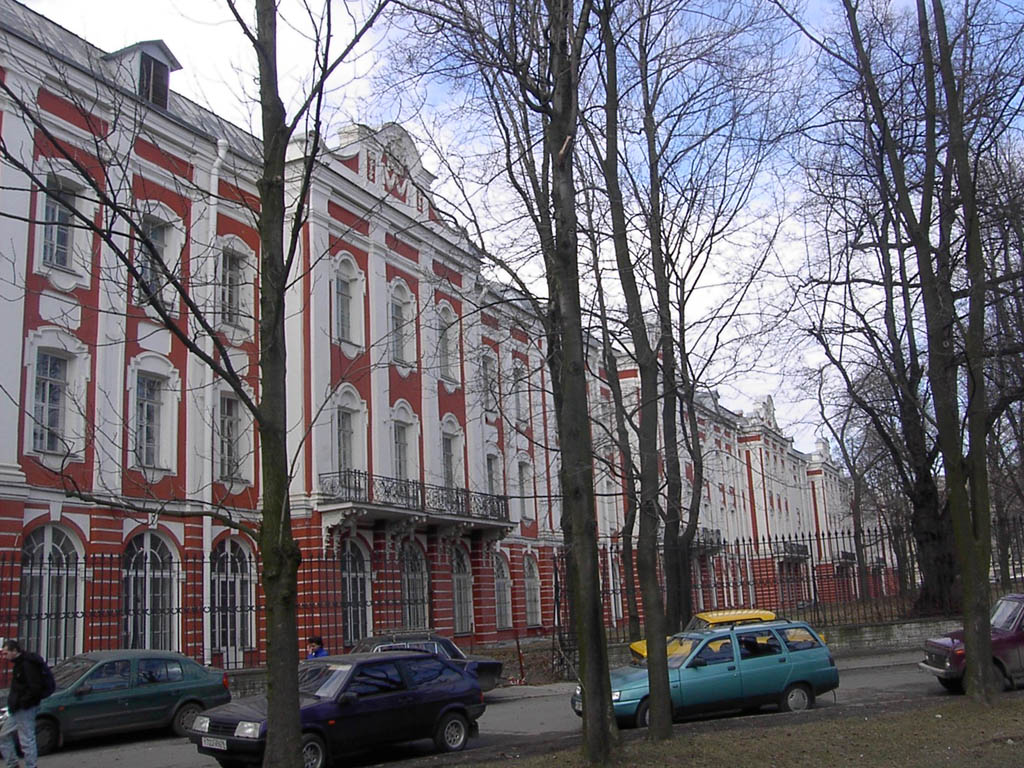
Bâtiment historique des Douze Collèges, appartenant désormais à l'Université d'État de Saint-Pétersbourg

À l'origine, neuf ministères sont établis :
- Collège de commerce
- Collège de l'inspection et le contrôle des finances
- Collège des affaires étrangères (liste de ses présidents)
- Collège de la justice
- Collège de la fabrication
- Collège de la marine
- Collège des dépenses de l'état
- Collège du budget de l'état
- Collège de la guerre

Trois autres ont été ajoutés par la suite :
- Collège des successions
- Collège de l'exploitation minière
- Collège de la Ville de l'Organisation

Chaque collège se composait d'un président, d'un vice-président, de quatre conseillers, de quatre assesseurs, d'un procureur, d'un secrétaire et d'une chancellerie. Les chambres ont été remplacés par les nouveaux ministères lors de la réforme du Gouvernement d'Alexandre ier.
Le système à sa création est contemporain et fonctionnellement proche de l'éphémère polysynodie française (1715-18). 